# 南部中央局

南ベトナム共和国の法務大臣:en:Trương Như Tạngによると、南部中央局は巨大なミノ・プランテーションに存在していたという。

COSVN, "CŎS-vĭn"と発音、 日本語では南部中央局(なんぶちゅうおうきょく、ベトナム語：Văn phòng Trung ương Cục miền Nam / 文房中央局沔南、英語: Central Office for South Vietnam)は、ベトナム戦争の時にベトナム人民軍の政治的かつ軍事的な中枢部に対して、アメリカ合衆国で用いられた表現である。それは南ベトナムの南部で共産主義勢力の全体的な司令部の中に在ると見られており、その中にはベトナム人民軍やベトコンの双方も含まれていた。南部中央局が実在したかどうか、もしそうだとするなら、それがどこにいつ作られたのか、そしてどの程度重要だったのかが論点となった。しかし南ベトナムでのアメリカ合衆国の司令官だったウィリアム・ウェストモーランド将軍の回想録ではその実在性や重要性に疑問の余地は無いとしている。紛争中の全てのアメリカや南ベトナムの努力は 失敗に終わった。

## 歴史
伝えられるところによると、ベトナム共産党の南部支部や中部支部合併された1961年に本部は設立されたという。党中央委員会の先行的要素として、中枢部は南ベトナムでベトコン・ゲリラ直接指揮するよう公認を受けた。陸軍少佐のチャン・ルオンが理事会の構成と従属地方1、2、3、4、6そして全体的にB-2 Frontとして知られる10を再構成する為に1961年5月に南に来た。この過程で彼が南部中央局を作り上げたのである。
1963年10月に、南部中央局は党の軍事委員会(MAPC)と地方の軍事組織の中枢部を組織した。チャン・ヴァン・チャ将軍が地方の軍事組織中枢部の首脳に就任した頃、南部情報局の書記長グエン・ヴァン・リンは、軍事委員会の書記として仕えた。北部の政治局員だったグエン・チ・タイン将軍は、南部の政治官僚として1963年末若しくは1964年諸島に南部情報局に入り、そして1967年7月のハノイ訪問での彼の死まで本部での最有力人物だった。この地方の指揮命令系統はハノイでのベトナム人民軍のスタッフにタイン将軍を通じて報告した。ファン・フンがタインに取って代わって政治局代表になった時、彼は同様に南部中央局と軍事委員会の書記長に就任した。

## 評判の良い場所
1960年代の初め頃、南部中央局は南ベトナムのタイニン省、サイゴンの北東、カンボジア国境付近に設置されていた。1965年から1970年の間に、本部はフィッシュフックと呼ばれていた地域、ベトナムとカンボジアの国境付近のタイニン省の北部、ロックニンの西部に在ったカンボジアのミノ・プランテーションに基地を置いていた。1970年のカンボジア戦役の頃、南部中央局はクラチエ周辺の西部に移動した。
これは2008年に制作された映画'Freedom Deal'の為に資料集めをしている最中に、カンボジアを拠点とするメディアから来たスタッフに提供された一人称の証言によって確認された。これはカンボジアの人々の視座から1970年のカンボジア戦役をドラマ化している。クラティエ市の北部にあるプノン・サンボク近くのカンボジア人コミュニティは、近くに多数の北ベトナムの乗り物や多数の建築物が作られる場所を確かめた。
1970年の『タイム誌』は屡々ジャングルのペンタゴンであると言われていたがむしろ2400人のスタッフが居て自転車やバイクで掩蔽壕や会合の場に自由に動けると報告した。

## 詳細
アメリカ合衆国の諜報部門によって南部中央局が南ベトナムでの闘争の政治的、兵站、そして軍事的側面に対処した幾つかの出先機関を有していると信じられていた。戦術的理由によりアメリカのラジオリサーチ部門は主に陸軍師団に関心を持った。それは“MAS-COSVN”(軍事部門)や“MIS-COSVN”(軍事諜報部門)として知られていた。政治的かつ兵站の出先機関はフ・バイのラジオリサーチフィールドステーションに残された。これら二つの出先機関は、通常は無線探知に確定された様に、中枢部そのものから隔離された場所に置かれていた。

## 南部中央局を破壊する為の指令
紛争の間のアメリカ軍の大きな不満の一つは、北ベトナムの兵站でのパイプや基地としてのラオスやカンボジアを利用している事であった。リンドン・ジョンソン政権期に、アメリカ軍は基本的に双方の中立国の供給ルートや聖域を攻撃する事で民兵によって戦争を拡大する事を許されていなかった。一つの試みは1967年2月と3月に国境付近でジャンクションシティ作戦の間に中枢部を占領、或いは破壊する為に行われた。
南部中央局の様な反逆的な基地に対する爆撃を妨げる事は太平洋にあったソ連の船によって供給された補助だった。南シナ海に置かれていたソ連の船は南ベトナムのベトコンに早期の必要不可欠な警告を与えた。ソ連の諜報船はアメリカのB-52が沖縄県やグアムから飛んで来るのを見付けた。そして彼らの大気速度と南部中央局の中枢部の方向を追い掛けた。南部中央局は可能性のある目標を決定する為にこのデータを使い、そして下部組織に垂直に動く様に指示した。
空爆が大ダメージを与えている間、1968年から1970年頃からの初期の警告が中枢部複合体の一人の軍人、若しくは民間人の指導者を殺害する事を防いだ。
後に、リチャード・ニクソン大統領が国境偵察攻撃を承認、1969年に初めて行われたメヌ作戦として知られる隠された空爆攻撃の際にはカンボジアの南部中央局の疑わしい所在地は繰り返し徹底的に攻撃された。1970年の春には、明白な地上攻撃が起きた。最初に南ベトナム軍の攻撃、その後に南ベトナム軍とアメリカ軍が攻撃し、後にカンボジア戦役と呼ばれた。
3月18日には、カンボジア国会が指導者シハヌークを追放し、ロン・ノルを暫定的な国家元首に指名した。このクーデターに対する北ベトナムの反応は迅速だった。ロン・ノルの北ベトナム軍やベトコンに対する3月12日の最後通牒がカンボジアから立ち退く事を強制する前でさえ、彼らは兵站の制度、ホーチミン・ルートをラオスの東南部からカンボジアの北東部まで引き伸ばし始めていた。シハヌークの退位やロン・ノルの反北ベトナム的な行動の後に、北ベトナム軍はカンボジア軍に対しCampaign Xという名の攻撃を開始した。彼らは直ちに東部と北東部の広範囲の部分を接収、コンポンチャムを含むカンボジアの幾つかの都市を孤立させて包囲し荒らした。クーデター後に南ベトナム軍とカンボジア軍が戦闘に加わる事を恐れて、南部中央局は1970年3月19日に新しくベトナムが統治していたカンボジアのクラティエに立ち退かせた。
南ベトナム共和国とベトコンの本部が南部中央局が3月30日にカンボジア入りする準備していた時、彼らは南ベトナム軍によってヘリコプターで追い掛けられ掩蔽壕に取り囲まれていた。取り囲まれ、彼らは日暮れを待ち望んで、そして第七部隊によって供給される安全によって彼らは包囲を破壊し南部中央局と共に北へ、カンボジアのクラティエに逃亡した。当時南ベトナム共和国の法務大臣をしていたチョン・ヌー・タンが、雨の日の強行軍の翌日に北の基地に向かったと後に語っている。縦隊がルート7を渡った直前に、彼らは4月3日に第9部隊が南ベトナム軍を相手にカンボジアのクレックという町での戦いで戦って勝利したという知らせを受けた。数年後、チョンは南ベトナム共和国政府の逃亡中に、単に如何に南ベトナム人が南部のレジスタンスの中心人物、民間人や軍隊の多くの統率者と共に、我々の前線の兵士達の精鋭部隊を絶滅させるか捕えようとしていたかを回想している。
一月後、4月の終わり頃に、アメリカ軍と南ベトナム軍は再び挑戦した。最初の南ベトナム軍のカンボジア戦役の攻撃は、南ベトナム軍とアメリカの地上部隊の攻撃によって行われ、「聖域を綺麗にする」事を試みていた。しかしながら、北ベトナム軍とベトコンは既に3月19日に退去していた。南部中央局とその下部組織は既にクラティエに撤退し破壊を回避する事に成功した。24時間近くの調査にも拘わらず、無線探知や送信力の著しい減少は、彼らの新しい居場所を探知する事を困難にさせた。
爆撃や侵略の軍事的利益や悲劇的な反響は論争の的となっている。ウェストモーランドはニクソンが南部中央局の捕獲をカンボジアでの活動の主な目的とした事を「不運」だと考えた。この事はニクソンに評論家に委ねさせ、彼らは既にニクソンを軽蔑していたが、恰もそれが「聖杯」であるかの如く南部中央局に固執している大統領の考えを嘲けっていた。キッシンジャーは南部中央局破壊の為のカンボジア侵攻や他の中枢部複合体がアメリカ軍や南ベトナム軍に一年掛かると発言した事を引用された。南部中央局のメンバー達は基本的に同意している。しかし撤退の費用に見合うだけの成果によって得られた長期に渡る政治的優位を見ている。

## 書籍
脚注
1. 1 2  Tảng 1985, p. 169
2. ↑  Westmoreland 1976, pp. 55, 56, 206, & 389
3. ↑   NSA Cryptologic History Series, Focus on Cambodia, National Security Agency, (January 1974), pp. 13–16
4. ↑  Westmoreland 1976, p. 55
5. ↑  FREEDOM DEAL: a social issue drama by Camerado SE Asia Archived 2011年8月13日, at the Wayback Machine.
6. ↑  TIME 1970
7. 1 2 3 4  Tảng 1985, p. 168
8. ↑  Gilster 2002, p. 20
9. ↑  Tảng 1985, p. 177
10. 1 2  Tảng 1985, p. 178
11. 1 2  Tảng 1985, p. 180
12. ↑  Tảng 1985, p. 181
13. 1 2  Westmoreland 1976, p. 389
14. 1 2  Tảng 1985, p. 183

参考文献
- Gilster, Herman L. (2002), The Air War in Southeast Asia: Case Studies of Selected Campaigns (2002 ed.), University Press of the Pacific, ISBN 978-0-89875-966-2 - Total pages: 156
- Tảng, Truong Như ; David Chanoff, Van Toai Doan (1985), A Vietcong memoir (1985 ed.), Harcourt Brace Jovanovich（英語版）, ISBN 978-0-15-193636-6- Total pages: 350
- TIME (1970年6月1日). “World: Just How Important Are Those Caches?”. TIME 2010年9月8日閲覧。
- Westmoreland, William C. (1976), A Soldier Reports, Garden City, New York: Doubleday & Company, Inc., ISBN 978-0-385-00434-3- Total pages: 446